# الباب المفتوح (رواية)
الباب المفتوح هي رواية للكاتبة والأديبة المصرية لطيفة الزيات، طُبعت عام 1960 كما أن الرواية من ضمن قائمة أفضل مئة رواية عربية.

## عن الرواية
تعد تلك الرواية البداية الفعلية التي فتحت الطريق أمام الرواية الواقعية للكاتبات المصريات. وتمثل بشكل كبير الواقع الذي كان موجودا في مصر خلال فترة الخمسينات في القرن العشرين، كما أن الرواية أوضحت كثيرا من كيفية ترابط الشعب المصري ذلك الوقت أمام الاحتلال الإنجليزي.
أُنتجت الرواية كفيلم سينيمائي من بطولة فاتن حمامة وصالح سليم وحسن يوسف ومحمود مرسي، كما شارك في كتابته الكاتب يوسف عيسى والمخرج هنري بركات.